# Johnnier Montaño
Johnnier Esteiner Montaño Caicedo (Cáli, 14 de janeiro de 1983), mais conhecido apenas por Johnnier Montaño, é um ex-jogador colombiano de futebol que atuava como meia.

## Carreira
Montaño teve um começo de carreira meteórico, estreando pela seleção colombiana com apenas 15 anos. Em 1999 participou do elenco que disputou a Copa América, marcando seu único contra a seleção contra a Argentina, na vitória por 3x0 na fatidica partida eque Martin Palermo perdeu três penalidades, se tornando o atleta mais jovem a marcar na história da competição.
Vendido ao Parma, o jogador viveu uma série de altos e baixos e acabou não se firmando no futebol europeu. Antes de chegar ao Alianza Lima, ainda teve passagens pelo futebol árabe e sul-americano.